# Forças Armadas da Finlândia

Símbolo das forças armadas da Finlândia.

Bandeira militar finlandesa.

As Forças de Defesa da Finlândia (FDF; em finlandês:  Puolustusvoimat, ou em sueco:  Försvarsmakten), também conhecidas como Forças Armadas da Finlândia (FAF), são a força militar responsável pela defesa da Finlândia. Formada em 1918, possui 24 00 militares profissionais em suas fileiras. O país é, desde abril de 2023, parte da Organização do Tratado do Atlântico Norte (OTAN).
O país possui alistamento obrigatório para homens, que devem servir 165, 255 ou até 347 dias, do ano que eles passam a ter 18 anos até seus 29 anos. Existem alternativa ao serviço militar os homens e serviço voluntário é permitido para mulheres, mesmo na infantaria.
A política oficial da Finlândia afirma que uma força militar em tempo de guerra de 280 000 combatentes como uma força de dissuasão. O exército consiste em um exército de campo altamente móvel apoiado por unidades de defesa locais. O exército defende o território nacional e sua estratégia militar emprega o uso do terreno densamente arborizado e numerosos lagos para desgastar um agressor, em vez de tentar segurar o exército atacante na fronteira.
O orçamento de defesa da Finlândia para 2022 equivale a aproximadamente €5,8 bilhões de euros. O serviço voluntário no exterior é muito popular e as tropas servem em todo o mundo em missões da ONU, OTAN e UE. Com um arsenal de 700 obuses, 700 morteiros pesados e 100 lançadores de foguetes múltiplos, a Finlândia tem a maior capacidade de artilharia da Europa Ocidental. A disposição de defesa nacional contra um inimigo superior é de 83%, uma das taxas mais altas da Europa.
Seus três principais ramos são:
- Exército
- Força Aérea
- Marinha

As Forças de Defesa Finlandesas cooperam estreitamente com a Guarda Fronteira da Finlândia.